# Calcul automatique
On nomme calcul automatique le fait de laisser des calculs se faire sans intervention humaine. Les moyens utilisés ont été ou sont les suivants :
- calculatrice mécanique
- règle à calcul
- simulateur physique, table vibrante, table rhéologique
- calculateur analogique
- calculette
- ordinateur
- calculateur stochastique
- calculateur ADN
- calculateur quantique

Ces moyens peuvent bien entendu être combinés entre eux, et on trouvera parfois avantage à le faire.